# Sofia Dorotea de Prússia
Sofia Dorotea de Prússia (en alemany Sophie Dorothea Marie von Preußen) va néixer a Berlín el 25 de gener de 1719 i va morir a Schwedt el 13 de novembre de 1765. Era una noble alemanya de la Casa de Hohenzollern, filla del rei Frederic Guillem I de Prússia (1688-1740) i de Sofia Dorotea de Hannover (1687-1757).

## Matrimoni i fills
El 10 de novembre de 1734 es va casar a Potsdam amb Frederic Guillem de Brandenburg-Schwedt (1700-1771), fill de Felip Guillem (1669-1711) i de Joana Carlota d'Anhalt-Dessau (1686-1750). El matrimoni va tenir cinc fills: 
- Frederica Dorotea (1736-1798), casada amb Frederic II Eugeni de Württemberg (1732-1797)
- Anna Elisabet (1738-1820), casada amb August Ferran de Prússia (1730-1813).
- Jordi Felip (1741-1742)
- Filipina Augusta (1745-1800), casada primer amb Frederic II de Hessen-Kassel (1720-1785), i després amb el comte Jordi Ernest de Wintzingerode (1752-1834).
- Jordi Frederic (1749-1751).